# Trebendorf
Trebendorf (górnołuż. Trjebinⓘ) – gmina w Niemczech, w kraju związkowym Saksonia, w powiecie Görlitz, wchodzi w skład wspólnoty administracyjnej Schleife.